# Parafia św. Wojciecha w Łodzi

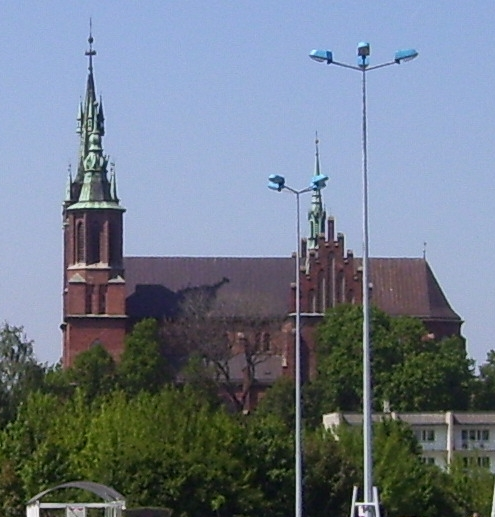
Widok kościoła od strony południowej – ul. Kolumny

Parafia Świętego Wojciecha w Łodzi – Sanktuarium Matki Bożej Pocieszenia – parafia rzymskokatolicka obejmująca obszar osiedla Kurczaki na terenie dzielnicy Górna oraz Starową Górę,  wchodząca w skład dekanatu Łódź-Chojny-Dąbrowa Archidiecezji Łódzkiej.

## Historia
Pierwsza kaplica w Chojnach, na prawach kościoła filialnego pod zwierzchnictwem parafii św. Doroty w Mileszkach, została ufundowana w 1492 przez Stanisława z Chojen Dużych herbu Jastrzębiec. Parafia erygowana w 1892 przez arcybiskupa warszawskiego Wincentego Teofila Chościak Popiela i mieściła się w drewnianym kościele. Budowa nowego kościoła rozpoczęła się w 1902 roku. Kościół poświęcony w 1929 przez biskupa Wincentego Tymienieckiego.

## Proboszczowie od powstaniadiecezji łódzkiej
- ks. Zygmunt Knapski (1918–1921, zm. 26 stycznia 1942)
- ks. Bolesław Karwowski (1921–1927, zm. 19 listopada 1932)
- ks. Janiak ...?... (1930)[3]

- ks. Józef Zalewski (1947–1951, zm. 19 sierpnia 1965)
- bp Jan Fondaliński (1951–1961, zm. 5 sierpnia 1971)
- ks. Stanisław Koziński (1961–1968, zm. 31 maja 1978)
- ks. Jan Cieszkowski (1978–1998, zm. 26 sierpnia 2004)
- ks. Jan Jachym (1998–2015)
- ks. Mariusz Szcześniak (od 2015 roku)

Parafia Świętego Wojciecha jest rodzinną parafią bp Adama Lepy, który od 2014 roku jest biskupem seniorem archidiecezji łódzkiej.

## Cmentarz grzebalny
- św. Franciszka, ul. Rzgowska 156/158[5]

## Grupy parafialne
W parafii działają: asysta kościelna, Żywy Różaniec, Rycerstwo Niepokalanej, Odnowa w Duchu Świętym, Młodzież, Domowy Kościół, świetlica dla ubogich dzieci „Wojtusiówka”.
Prawie wszystkie Msze Święte niedzielne są koncelebrowane. Współcelebransami są kapłani zamieszkujący znajdujący się przy kościele Dom Księży Emerytów.